# 10 cm houfnice vz. 28
Il 10 cm houfnice vzor 28 era un obice campale cecoslovacco, prodotto dalla Škoda e impiegato in numeri limitati dal Reale Esercito Jugoslavo durante la seconda guerra mondiale. Gli jugoslavi acquistarono 20 obici, designati 100 mm M.28, catturati dopo l'invasione tedesca e reimmessi in servizio dalla Wehrmacht come 10 cm leFH 317(j).

## Storia e tecnica
Le origini dell'obice risalgono al 1928. Il progetto della Škoda tentava di combinare i ruoli campali e da montagna in un'unica arma. Il vz. 28 combinava affusto a due ruote, otturatore a cuneo orizzontale, freno di sparo idropneumatico e alto angolo di elevazione. Per l'impiego in montagna il pezzo poteva essere scomposto in tre carichi, caratteristica comune con il contemporaneo 8 cm kanon vz. 28 e i successivi 8 cm kanon vz. 30 e 10 cm houfnice vz. 30. L'Esercito cecoslovacco impiegò un limitato numero di pezzi, ma ordinò in grandi quantità il suo successore, il 10 cm houfnice vz. 30, molto simile per configurazione, dimensioni e prestazioni.